# Gotofredo (vescovo di Acqui)
Gotofredo anche Goffredo o Gottifredo (... – 11 gennaio 975) è stato un vescovo italiano, vescovo della diocesi di Acqui nel X secolo.

## Biografia
Forse già vescovo nel 963/964, la prima attestazione storica di Gotofredo risale al concilio celebrato a Ravenna nel 967, cui parteciparono anche papa Giovanni XIII e Ottone I di Sassonia. Il nome di Gotefridus Aquensis ecclesie episcopus si trova tra le sottoscrizioni della scomunica pontificia nei confronti di Herold, arcivescovo di Salisburgo.
Nell'agosto del 968 ricevette una donazione da parte di un certo Valfredo.
Nell'estate del 969, Gotofredo partecipò al sinodo provinciale indetto dal metropolita Valperto a Milano per discutere della triste situazione in cui si trovava la diocesi di Alba che, dopo le incursioni saracene versava in uno stato talmente miserabile che il vescovo locale, per guadagnarsi da vivere, fu costretto a lavorare nei campi. Il concilio prese la decisione che, alla morte del suo vescovo Fulcardo, la sede di Alba sarebbe stata unita alla diocesi di Asti.
Alcuni autori ritengono che Gotofredo a un certo punto divenne arcivescovo di Milano; probabilmente si tratta di un errore dovuto all'esistenza di un suo contemporaneo omonimo, morto nel 980, che effettivamente ricoprì quel ruolo.
Un dittico della Chiesa di Acqui, risalente all'XI secolo, pone la sua morte all'11 gennaio e la sua sepoltura nella chiesa di San Pietro. Tradizionalmente l'anno della morte è fissato al 975.